# Seydou Doumbia
Seydou Doumbia, född 31 december 1987 i Yamoussoukro, är en ivoriansk före detta fotbollsspelare. Han spelade för Elfenbenskusten. Doumbia har tidigare spelat för CSKA Moskva, BSC Young Boys, Tokushima Vortis och Kashiwa Reysol. Doumbia blev skyttekung för BSC Young Boys i schweiziska ligan 2009 och 2010.